# سكيو
سكيو (بالإيطالية: Schio)‏، مدينة إيطالية في مقاطعة فيتشنزا ض من إقليم فينيتو في شمال البلاد، وتقع إلى شمال من مدينة فيتشنزا والشرقي بحيرة غاردا. وهي محاطة بالجبال.

## السكان
في سنة 1871 بلغ عدد السكان 13٬525 نسمة، وتطور العدد ليصل في سنة 2011 لـ 39٬131 نسمة.
يظهر هذا المخطط البياني تطور النمو السكاني لـ سكيو

## توأمة
لسكيو اتفاقيات توأمة مع كل من:
- لاندسهوت (1981 - )
- كابوشفار
- Pétange [الإنجليزية]‏
- غرينيي [الإنجليزية]‏

## معرض الصور

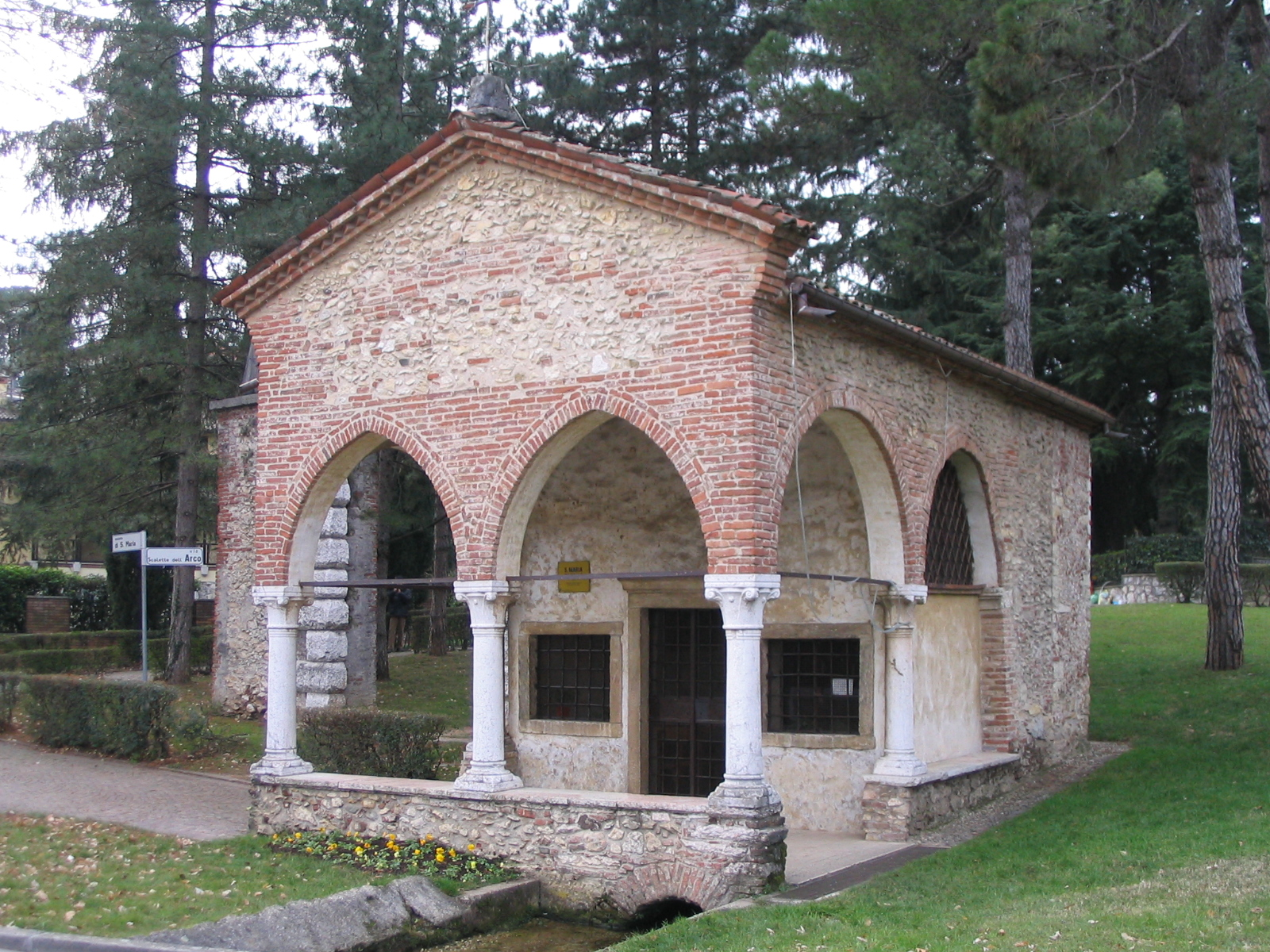
The little church of St. Mary
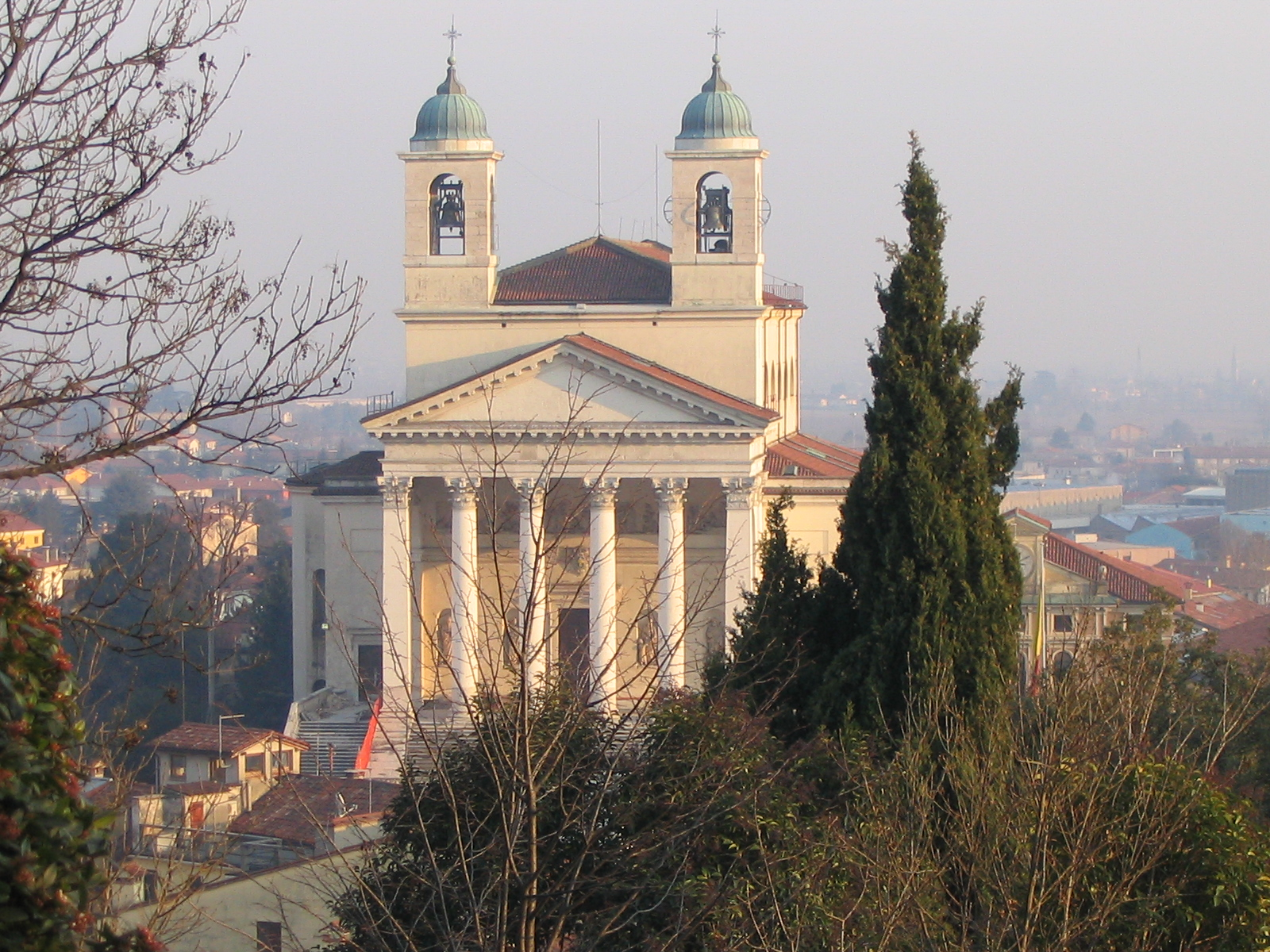
The cathedral
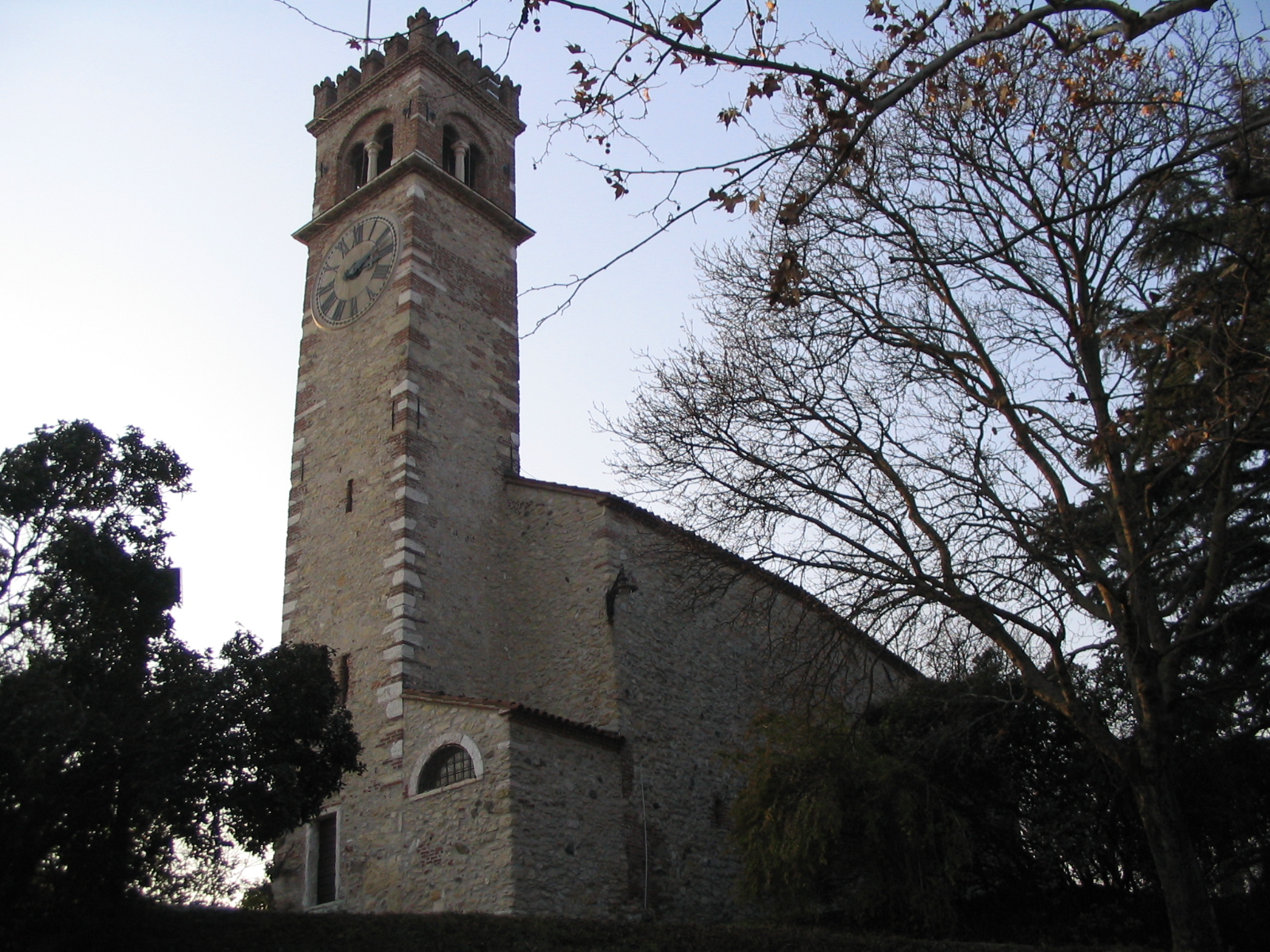
The "castle", seen from the Tajara
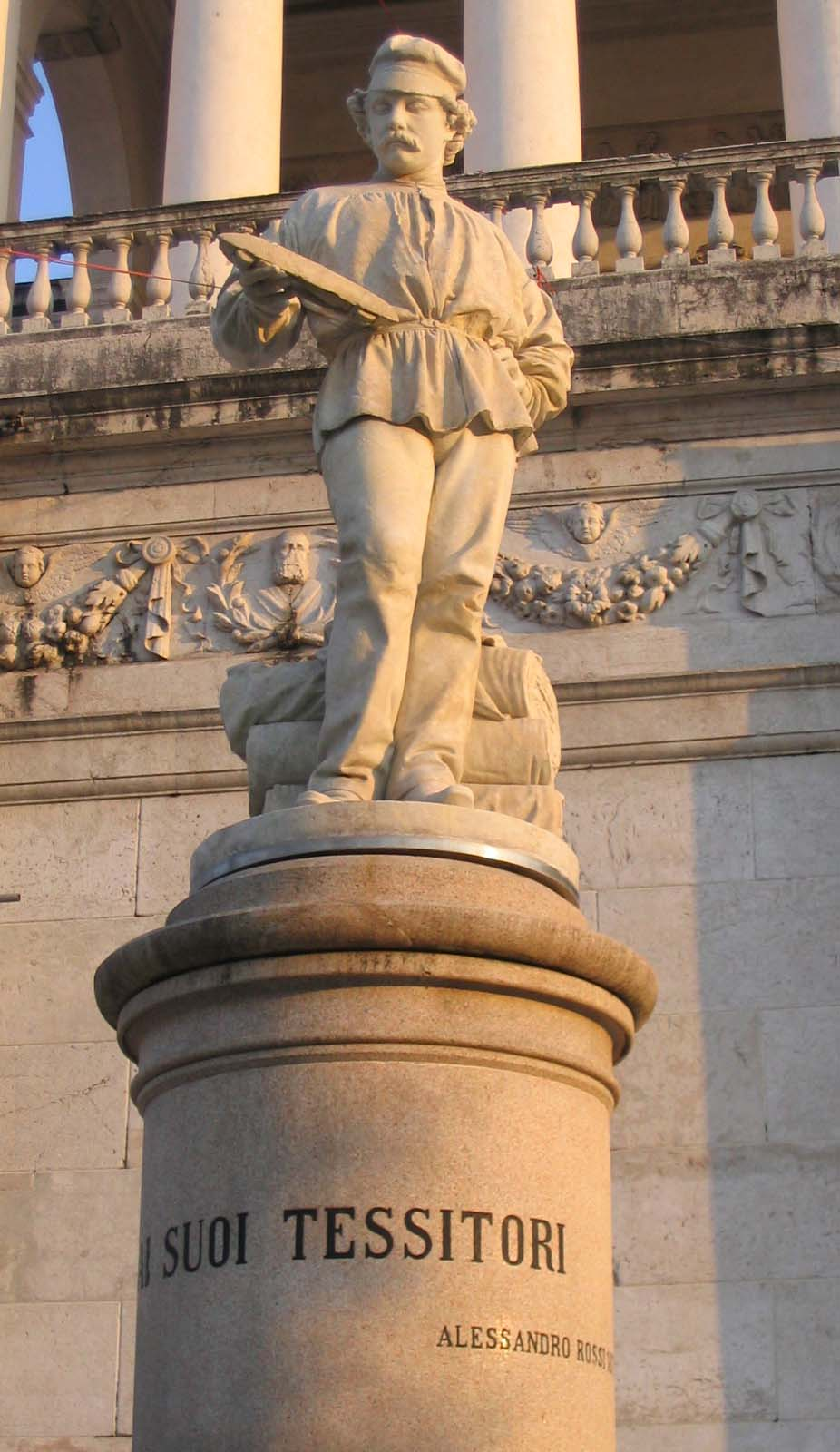
L'Omo
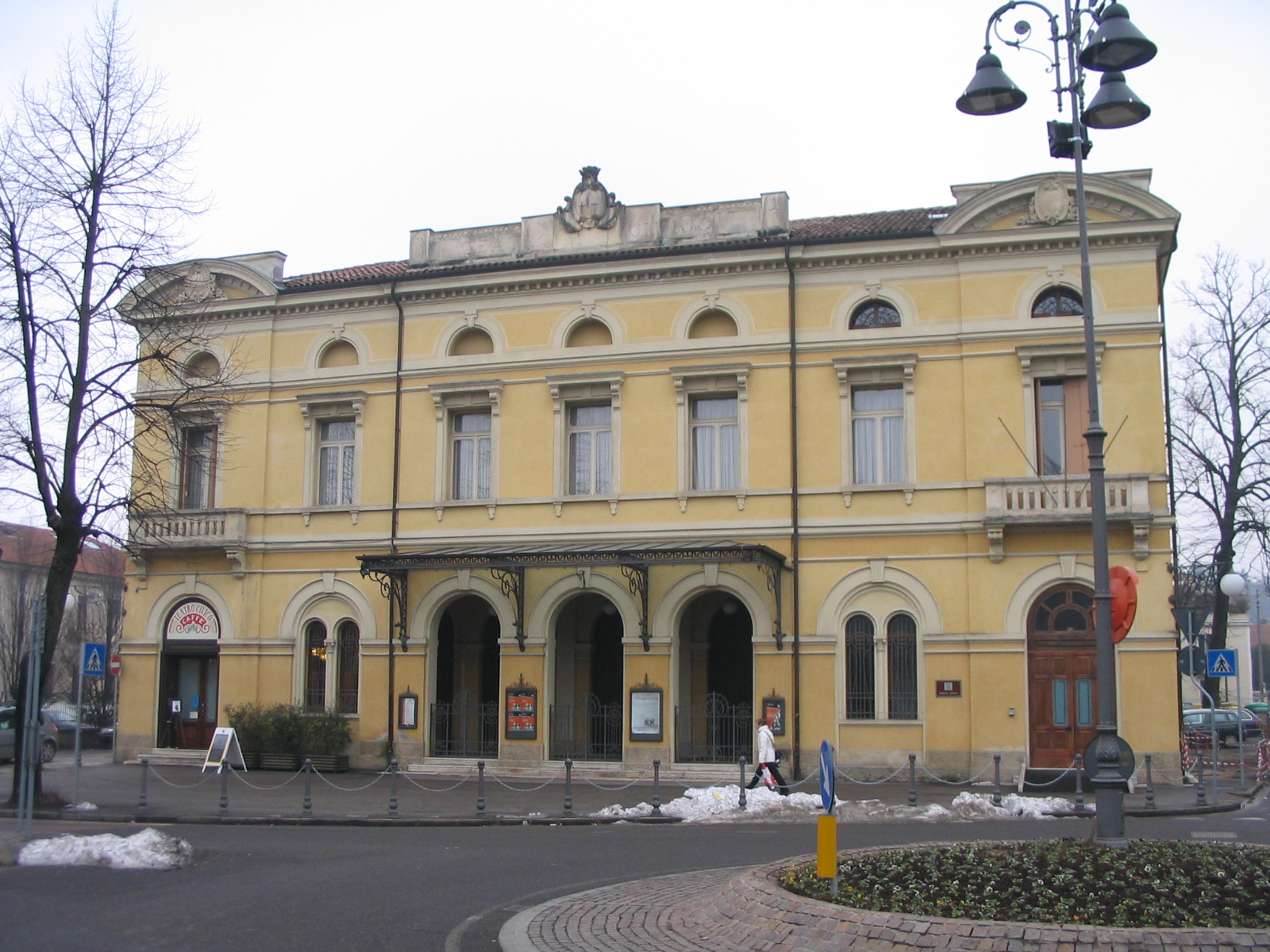
The Civic Theatre
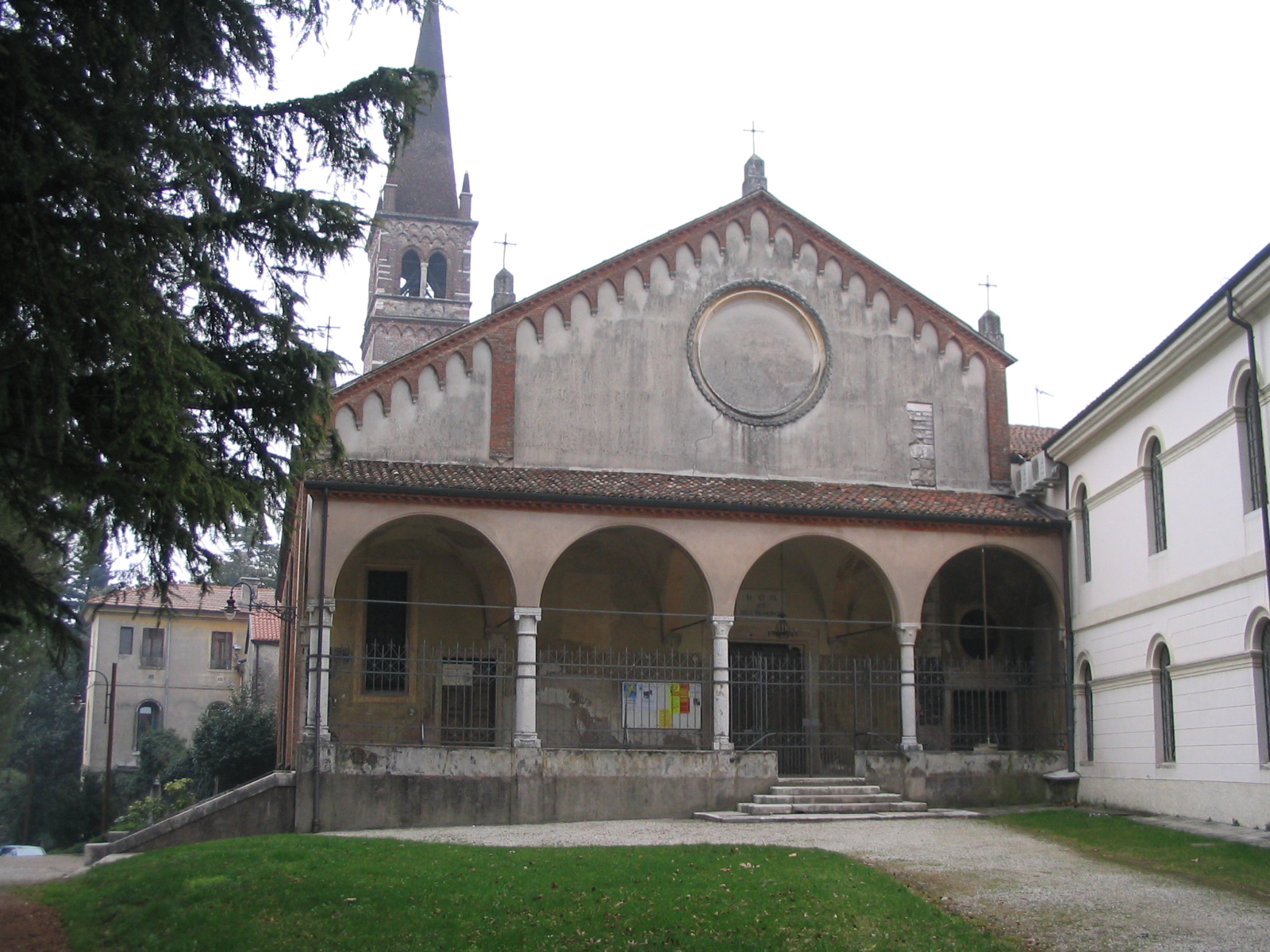
The church of St. Francis
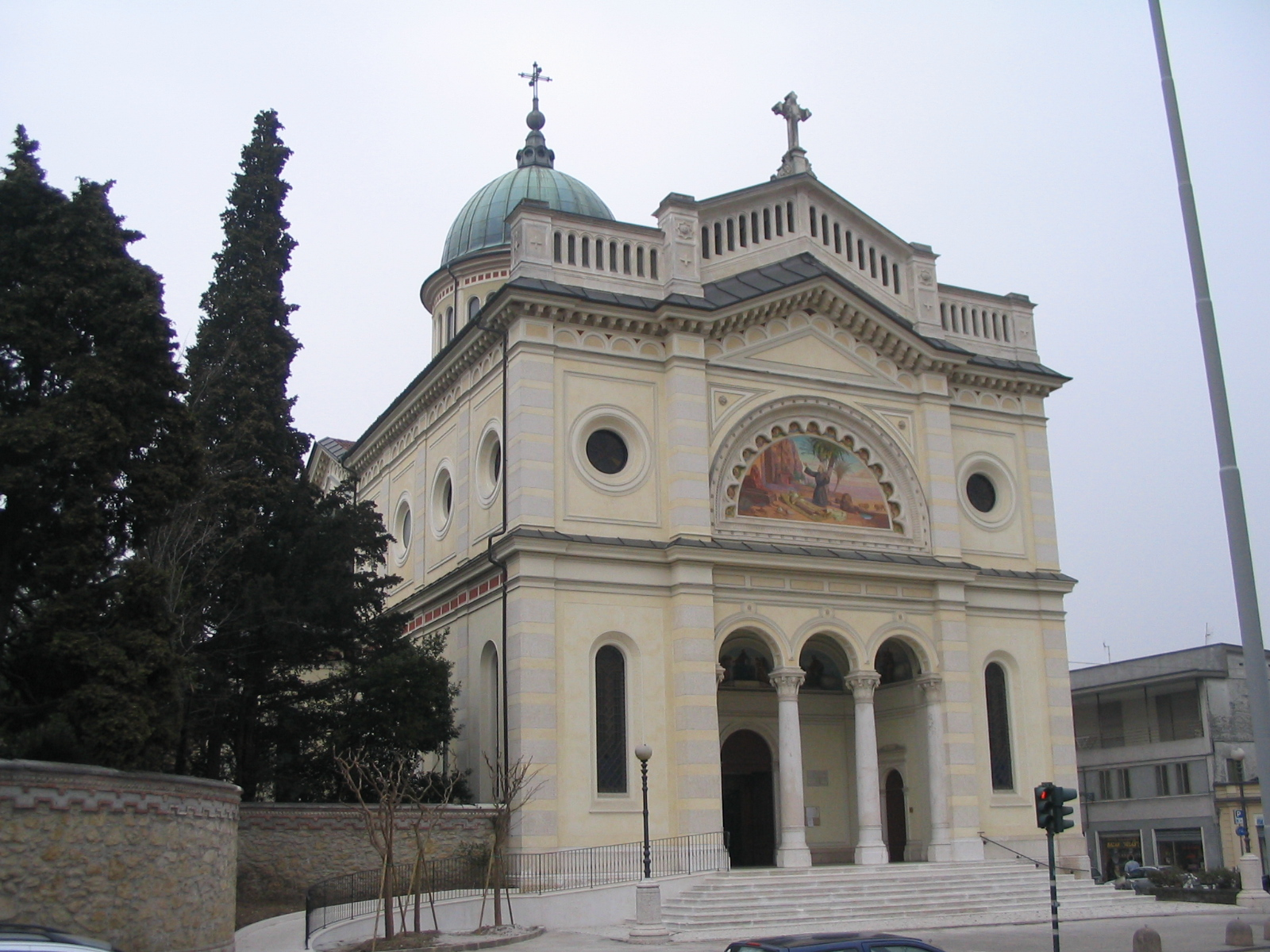
The church of St. Anthony
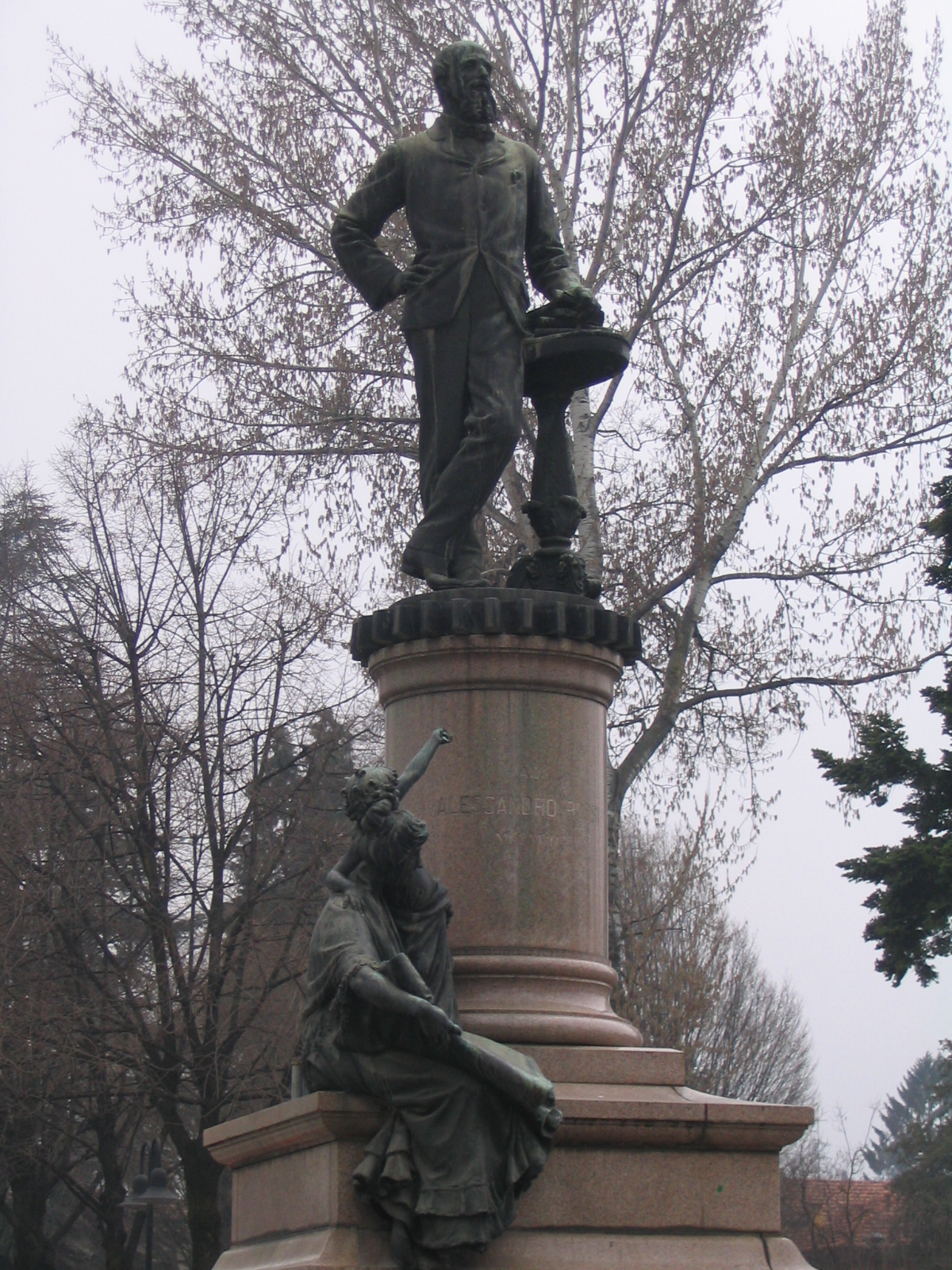
Monument to Alessandro Rossi

## أعلام
- لوكا ريغوني
- ميشيلي كافيون
- لوكا بوسكوسكورو
- جوزفين بخيتة
- نيكولا ريجوني
- لويغي كاتانيو